# 保加利亞國徽
保加利亞國徽啟用於1990年，並由1998年8月4日的國旗国徽法約束，以保加利亞王國時期的中國徽 （1927-46）為基礎。
中為繪有戴金冠、呈忿怒狀的金獅的紅色盾徽。由兩隻頭戴金冠的獅子守護著。下有橡樹枝條和書有「團結就是力量」的綬帶。

## 历史

14世纪末
保加利亚
保加利亚
1692
1880-1887
1879–1907
1879–1907
1879–1907
保加利亚亲王国（1890-1912）
1881-1927
保加利亚王国（1907-1946）
保加利亚王国（1908-1946）
保加利亚王国（1927-1946）
保加利亚人民共和国（1946-1947）
保加利亚人民共和国（1947-1948）
保加利亚人民共和国（1947-1948）
保加利亚人民共和国（1948-1967）
保加利亚人民共和国（1967-1971）
保加利亚人民共和国（1971-1990）
保加利亚共和国（1990-1991）